# علي حميد مخلف
علي حميد مخلف محسن (من مواليد 1963 في بغداد) سياسي عراقي، شغل مناصب عديدة في وزارة التربية، وصوت مجلس النواب العراقي عليه ليكون وزيراً للتربية في حكومة مصطفى الكاظمي.

## وزارة التربية
صوت مجلس النواب العراقي يوم 7 مايو، 2020، على علي حميد ليكون وزيراً للتربية في حكومة مصطفى الكاظمي.

## مناصبه
شغل العديد من المناصب وتدرج فيها في وزارة التربية، فشغل م.ملاحظ .رئيس ملاحظين في المديرية العامة للتعليم العام من عام 1983 إلى 1992، ومدير مكتب وزير التربية من 1992 إلى 1998، ومعاون مدير عام تربية بغداد الرصافة الأولى من عام 1998 إلى 2006، ومدرس على ملاك التعليم الثانوي من عام 2007 إلى 2017، ومعاون مدير عام مكلف بمهام مدير عام التعليم من عام 2017 إلى عام 2019، وأخر منصب شغله قبل أن يكون وزيراً هو مدير عام التعليم العام والأهلي والأجنبي.
وشغل عضوية في العديد من اللجان، ومنها، عضو هيئة رعاية الطفولة في وزارة العمل والشؤون الاجتماعية، وعضو اللجنة الوطنية لذوي الاحتياجات الخاصة، وعضو مشروع الدمج التربوي بالتنسيق مع المركز الثقافي البريطاني، وعضو باللجنة التوجيهية العُليا لتنفيذ المشاريع التربوية بالتنسيق مع منظمة اليونسيف، ورئيس اللجنة الدائمة للإرشاد التربوي، ورئيس مشروع التعليم الشامل ذي الجودة في المناطق المحررة بالتنسيق مع اليونسكو، وكذلك شغل منصب املنسق العام لمشروع «عَلم طفلاً» بالتنسيق مع منظمة اليونسكو.

## تحصيله الدراسي
حصل على دبلوم فني من معهد الموصل عام 1982، ولديه بكالوريوس لغة إنجليزية من كلية التربية ابن الرشد عام 1997، وحصل على ماجستير دراسات تربوية ومستقبلية من كلية العلوم السياسية في جامعة المستنصرية عام 2005.